# Ryan Kavanaugh
Ryan Kavanaugh (n. 1974) este un finanțator american de film. A co-fondat și a ocupat funcția de CEO al Relativity Media, unde a intermediat tranzacții între investitorii de pe Wall Street și marile studiouri de film. El a creditat algoritmul său de evaluare a riscurilor cu succesul inițial al Relativity Media. După ce Relativity Media a falimentat, el a demisionat din funcția de CEO și s-a confruntat cu mai multe procese în ceea ce privește conducerea sa. Mai târziu a fondat Proxima Media, care a achiziționat pachet majoritar la Triller.

## Primii ani de viață
Kavanaugh s-a născut într-o familie de evrei din Los Angeles, California, unde a fost crescut în cartierul Brentwood și a urmat liceul Brentwood. Mama sa este broker imobiliar, iar tatăl său,născut în Germania,  de profesie medic stomatolog a devenit om de afaceri mai târziu. Tatăl său și-a schimbat numele de familie în "Kavanaugh" înainte de nașterea fiului său. Kavanaugh a început să cumpere acțiuni pe acțiuni când avea șase ani.
Kavanaugh a participat la UC (Universitatea din California) Santa Barbara și University of California, Los Angeles, dar a renunțat în 1996. În 2012, Kavanaugh l-a amenințat pe The New Yorker cu acțiuni în justiție pentru reportajele sale cu privire la persoana sa, inclusiv pentru reportajul despre faptul, că a renunțat la universitate. Kavanaugh a susținut că a absolvit oficial UCLA și că a fost înscris într-un program de doctorat la USC. New Yorker a a susținut ferm reportajele sale. În timp ce surse ulterioare susțineau că Kavanaugh a terminat cu diplomă în 2012, The Wall Street Journal a raportat că nu a existat nici o înregistrare despre faptul că el ar fi învățat la USC.

## Carieră

### Începutul carierei
După ce a părăsit UCLA la sfârșitul anilor 1990, Kavanaugh a înființat o mică firmă de capital de risc care a activat foarte puțin. Unchiul lui Kavanaugh a legat familia cu Jon Peters, iar Kavanaugh și tatăl său au profitat de legăturile de la Hollywood ale producătorului pentru a strânge fonduri de investiții estimate la 175 de milioane de dolari pentru compania tânărului Kavanaugh. 
Mai mulți investitori l-au dat în judecată pe Kavanaugh invocând fraudă, iar procesele au fost soluționate în afara instanței, inclusiv un potențial proces de 5 milioane de dolari de la Jon Peters. Michael Sitrick, un executiv din Los Angeles care a investit 6,2 milioane de dolari în compania lui Kavanaugh cu condiția strictă ca fondurile să fie investite doar în companii cotate la bursă, l-a dat în judecată pentru neglijență după ce a aflat că fondurile au fost investite în companii private. Un judecător a constatat că Kavanaugh a fost "în mod clar neglijent", iar Sitrick a câștigat o hotărâre de judecată de 7,7 milioane de dolari împotriva lui Kavanaugh. El nu și-a primit niciodată banii, deoarece Kavanaugh a susținut cu succes că el a fost practic lefter și afacerea sa se afla în pragul falimentului la momentul hotărârii.

### Relativity Media
Kavanaugh a co-fondat Relativity Media în 2003 sau 2004 cu directorul de divertisment Lynwood Spinks, care a avut o relație cu Warner Bros, care a deschis o oportunitate pentru Kavanaugh de a intermedia o înțelegere între studioul de film și un fond de hedging care ar finanța filmele Warner Bros. La începutul anilor 2000, investitorii de pe Wall Street, care au fost descriși ca fiind "scăldați în bani", căutau oportunități de investiții în afara pieței bursiere. Relativity Media a profitat de fondurile de investiții pregătite pentru a intermedia tranzacții care furnizau fonduri de pe Wall Street către studiouri, inclusiv Universal Studios, Marvel Entertainment și Sony Pictures Entertainment. Pentru fiecare film finanțat prin ofertele lor, Relativity Media a primit taxe cuprinse între 500.000 și 1 milion de dolari fiecare. În plus față de taxele de brokeraj, Kavanaugh a insistat, de asemenea, să fie creditat în fiecare film ca producător executiv, oferind Relativity Media aura unei companii de producție de film și permițându-i să fie reputat ca producător fără a fi nevoie să ia parte la producția de filme.

### Proxima Media
În 2017, Kavanaugh a lansat compania de producție de film Proxima Media. În 2019, Kavanaugh a anunțat un viitor parteneriat care va oferi 250 de milioane de dolari pentru Proxima Media în producția de film. Cu toate acestea, potențialul partener din Hong Kong a anunțat înțelegerea în mod diferit, spunând că Proxima Media va plăti 100 de milioane de dolari pentru o participație în compania lor de producție. Colegii din industria cinematografică și The Hollywood Reporter pun la îndoială versiunea lui Kavanaugh, invocând escaladarea războiului comercial dintre SUA și China și situația financiară nesănătoasă a companiei de producție din Hong Kong.

### Filme produse
Începând cu anul 2012, Kavanaugh a fost implicat într-o anumită măsură, fie în producție, fie în finanțare pentru peste 200 de filme, inclusiv Luptătorul, Dincolo de limite, Hancock, Mamma Mia!, Rețeaua de socializare, Salt and Văcari & Extratereștri. Lui Kavanaugh i s-a refuzat creditul pentru nominalizarea la Premiul Oscar a filmului The Fighter, deoarece Academia de Arte și Științe Cinematografice permite doar trimiterea a până la trei producători pentru a fi luați în considerare la Premiul Oscar. Kavanaugh a contestat fără succes decizia Academiei. În ciuda creării și utilizării unui algoritm legat de metoda moneyball, Kavanaugh a refuzat o șansă de a investi în filmul Moneyball, invocând predicția modelului său că filmele sportive sunt adesea eșecuri comerciale. Filmul a devenit un succes comercial.

## Filantropie
Potrivit foștilor directori ai Relativity Media, Kavanaugh a promis adesea cadouri caritabile mari și apoi le-a facturat companiei. În 2007, Kavanaugh a prezentat Habitat for Humanity un cec supradimensionat, promițând 1 milion de dolari și a anunțat că va deveni președinte pentru strângere de fonduri de caritate. Cu toate acestea, începând cu 2015, Kavanaugh nu donase încă fondurile promise. În 2010, Consiliul guvernatorilor de la Centrul Medical Cedars-Sinai i-a acordat lui Kavanaugh premiul umanitar de la Hollywood. În 2011, a primit premiul pentru industria de divertisment distins al Anti-Defamation League. Kavanaugh a fost președinte al consiliului de administrație al The Art of Elysium din 2009 până în 2015.

## Viața personală
În 2011, Kavanaugh s-a căsătorit cu balerina Britta Lazenga. În 2015, s-a căsătorit cu modelul Jessica Roffey. Cu ea are doi copii. Este membru al Templului Wilshire Boulevard. Potrivit Forbes, deși a fost prezentat anterior pe lista miliardarilor lor în 2013, valoarea netă a lui Kavanaugh a scăzut sub 1 miliard de dolari după ce Relativity Media a dat falimentul în 2015. Începând cu 2020, Kavanaugh a fost un donator simplu al Partidului Republican.

## Mențiuni
Kavanaugh a fost numit de Variety ca "Showman-ul anului" din 2011 și s-a clasat pe locul 22 în lista Fortune ,,40 sub 40,, în 2011.

## Filmografie

### Producator executiv
| An   | Film                                     | Ref.   |
| ---- | ---------------------------------------- | ------ |
| 2005 | Tărâmul morții                           | [ 40 ] |
| 2006 | Toți oamenii regelui                     | [ 40 ] |
| 2006 | Talladega Nights: Balada lui Ricky Bobby | [ 40 ] |
| 2006 | Gașca Gridiron                           | [ 40 ] |
| 2006 | RV                                       | [ 40 ] |
| 2007 | Regatul                                  | [ 40 ] |
| 2007 | Acum vă pronunț Chuck și Larry           | [ 40 ] |
| 2007 | Drumul spre regăsire                     | [ 40 ] |
| 2007 | Drumul dreptății                         | [ 40 ] |
| 2007 | Războiul lui Charlie                     | [ 40 ] |
| 2007 | Minciuni adeverite                       | [ 40 ] |
| 2008 | Mireasa e iubita mea                     | [ 40 ] |
| 2008 | Cursa mortală                            | [ 40 ] |
| 2008 | Expresul                                 | [ 40 ] |
| 2008 | Toți oamenii regelui                     | [ 40 ] |
| 2008 | 21                                       | [ 40 ] |
| 2008 | Mamă surogat                             | [ 40 ] |
| 2008 | Jaful de pe Baker Street                 | [ 40 ] |
| 2008 | Povestea lui Despereaux                  | [ 40 ] |
| 2008 | Regatul interzis                         | [ 40 ] |
| 2009 | Bun venit în Zombieland                  | [ 40 ] |
| 2009 | Adevărul gol-goluț                       | [ 40 ] |
| 2009 | Dragoste fără preaviz                    | [ 40 ] |
| 2009 | S-a furat un tren 123                    | [ 40 ] |
| 2009 | The International: Puterea banului       | [ 40 ] |
| 2009 | Duplicitate                              | [ 40 ] |
| 2009 | Spionul din vecini                       | [ 40 ] |
| 2009 | 9                                        | [ 40 ] |
| 2010 | Salt                                     | [ 40 ] |
| 2010 | Robin Hood                               | [ 40 ] |
| 2010 | Sanctum                                  | [ 40 ] |
| 2010 | O familie de coșmar                      | [ 40 ] |
| 2010 | Recompensă cu bucluc                     | [ 40 ] |
| 2010 | Omul-lup                                 | [ 40 ] |
| 2010 | Charlie St. Cloud                        | [ 40 ] |
| 2010 | Macgruber                                | [ 40 ] |
| 2010 | Ia sufletul meu                          | [ 40 ] |
| 2010 | Anotimpul vrăjitoarei                    | [ 40 ] |
| 2011 | Văcari & Extratereștri                   | [ 40 ] |
| 2011 | Vara senzațională a lui Judy Moody       | [ 40 ] |
| 2011 | Noaptea rechinilor 3D                    | [ 40 ] |
| 2011 | Haywire: Cursa pentru supraviețuire      | [ 40 ] |
| 2012 | O casă la capătul străzii                | [ 40 ] |
| 2012 | Act of Valor                             | [ 40 ] |
| 2013 | Paranoia                                 | [ 40 ] |
| 2013 | Oculus                                   | [ 40 ] |
| 2014 | Nume de cod: Spionul de noiembrie        | [ 40 ] |
| 2014 | Zonă de pericol                          | [ 40 ] |
| 2016 | Spațiul dintre noi                       | [ 40 ] |
| 2016 | Prima luni din mai                       | [ 40 ] |
| 2016 | Desert Dancer                            | [ 40 ] |
| 2018 | Operațiunea Hunter Killer                | [ 40 ] |

### Producător
| An   | Film                              | Ref.   |
| ---- | --------------------------------- | ------ |
| 2009 | O vacanță de vis                  | [ 40 ] |
| 2009 | Fratele dispărut                  | [ 40 ] |
| 2010 | Dragul meu John                   | [ 40 ] |
| 2010 | Luptătorul                        | [ 40 ] |
| 2011 | Nemuritorii 3D: Războiul Zeilor   | [ 40 ] |
| 2011 | Dincolo de limite                 | [ 40 ] |
| 2011 | O noapte de neuitat               | [ 40 ] |
| 2012 | Marea matoleală                   | [ 40 ] |
| 2012 | Oglindă, Oglinjoară               | [ 40 ] |
| 2013 | Filmul 43: Scandalos              | [ 40 ] |
| 2013 | Malavita: O familie criminală     | [ 40 ] |
| 2013 | Refugiu pentru viață              | [ 40 ] |
| 2013 | Condamnat să ucidă                | [ 40 ] |
| 2014 | Luminile rampei                   | [ 40 ] |
| 2014 | Cel mai de preț cadou             | [ 40 ] |
| 2014 | Out of the Furnace                | [ 40 ] |
| 2014 | Earth to Echo                     | [ 40 ] |
| 2018 | Necunoscuții: Prădători în noapte | [ 40 ] |